# Колесников, Фёдор Федосеевич
Фёдор Федосеевич Колесников (22.05.1925, Алтайский край — 02.05.1989) — сапёр 82-го гвардейского стрелкового полка гвардии красноармеец — на момент представления к награждению орденом Славы 1-й степени.

## Биография
Родился 22 мая 1925 года в селе Акулово, Первомайского района Алтайского края,. В 1936 году с родителями переехал в город Ленинск-Кузнецкий Кемеровской области. Здесь окончил школу фабрично-заводского обучения и пришел работать на шахту электрослесарем. Одновременно занимался в школе ОСОАВИХИМа, изучал саперное дело.
В марте 1944 года был призван в Красную Армию. В запасном полку изучал прошел военную подготовку и направлен на фронт. Был зачислен сапёром в 82-й гвардейский стрелковый полк 32-й гвардейской стрелковой дивизии. Участвовал в Вильнюсской и Шяуляйской операциях 1-го Прибалтийского фронта. Отличился в первых же боях.
2 июля 1944 года на подступах к городу Шяуляй гвардии красноармеец Колесников под огнём обезвредил 15 противотанковых мин, обеспечив выход артиллерийских орудий на прямую наводку.
Приказом по частям 32-й гвардейской стрелковой дивизии от 14 августа 1944 года награждён гвардии красноармеец Колесников Фёдор Федосеевич орденом Славы 3-й степени.
В ночь на 6 сентября 1944 года в районе населенного пункта Скадвили гвардии красноармеец Колесников действуя в составе группы разведчиков, обезвредил 6 противотанковых и 3 противопехотные мины. 8 сентября в глубине обороны противника в районе населенного пункта Рымуци заминировал дорогу, по которой противник преследовал разведгруппу. На этих минах подорвались 5 вражеских солдат.
Приказом по войскам 2-й гвардейской армии от 12 декабря 1944 года гвардии красноармеец Колесников Фёдор Федосеевич орденом Славы 2-й степени.
В декабре 1944 года 4-я гвардейская армия, в составе которой воевал Колесников, была переподчинена 3-м Белорусскому фронту. В январе-апреле 1945 году в ходе Восточно-Прусской стратегической операции прорвала долговременную оборону противника, и участвовала в ликвидации окружённой группировки юго-западнее Кёнигсберга.
20 января 1945 года в районе населенного пункта Вальтеркемен гвардии красноармеец Колесников находясь в боевых порядках батальонов проделал 4 прохода в проволочных заграждениях для прохода стрелковых рот, которые захватили первые траншеи противника. 11 февраля под огнём противника снял 29 противотанковых мин, чем обеспечил продвижение вперед стрелковых рот. Кроме того разведал систему инженерных сооружений на переднем крае врага. Был представлен к награждению орденом Отечественной войны 2-й степени.
Указом Президиума Верховного Совета СССР от 19 апреля 1945 года гвардии красноармеец Колесников Фёдор Федосеевич награждён орденом Славы 1-й степени. Стал полным кавалером ордена Славы.
В одном из боев весной 1945 года был тяжело ранен, около года лежал в госпитале в Пермской области. Здесь встретил день Победы, узнал о высокой награде. После демобилизации в 1946 году вернулся домой.
В 1959 году с семье переехал в город Томмот. Работать в ДРСУ-4 шофером, потом медником. Скончался 2 мая 1989 года.
Награждён орденами Отечественной войны 1-й степени, Славы 1-й, 2-й и 3-й степеней, медалями.
В июне 2013 года в городе Томмот, на доме где жил ветеран открыта мемориальная доска.